# Туркі аль-Джассер
Туркі бін Абдулазіз аль-Джассер був саудівським журналістом. Аль-Джассер керував тим, що він вважав анонімним обліковим записом у Твіттері під назвою Kashkol (арабською: كشكول), як «публічною площею» для громадян Саудівської Аравії.  Його стратили 14 червня 2025 року.
Аль-Джассер був відомим саудівським журналістом, який писав на чутливі теми, зокрема про права жінок, Арабську весну та корупцію. Він співпрацював із нині закритою газетою Al-Taqrir та вів особистий блог у 2013–2015 роках. Під час ув’язнення журналіста утримували, позбавивши доступу до адвоката та родини. За повідомленнями, він зазнав численних форм фізичних і психологічних тортур.